# Edzná

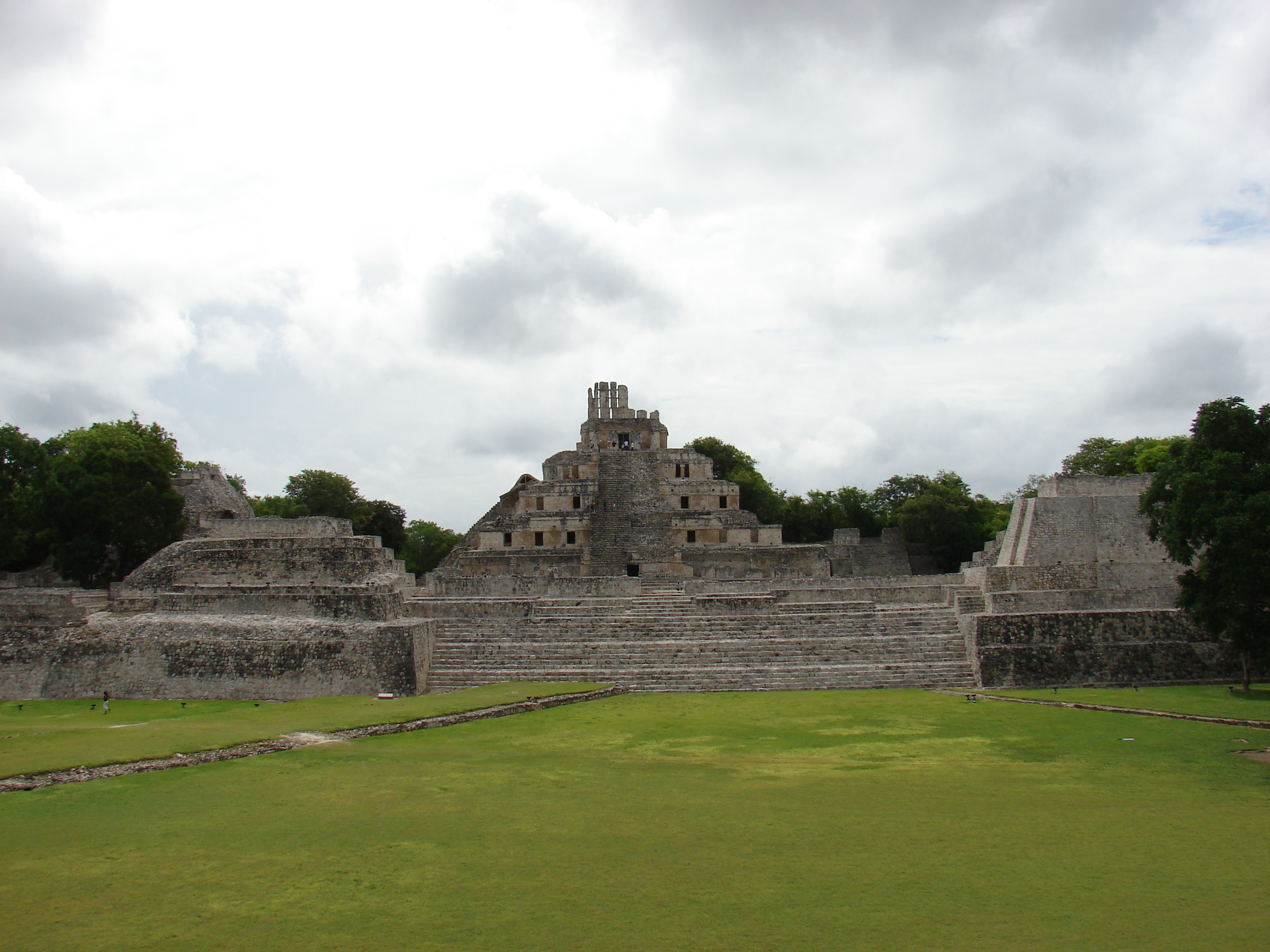
Praça principal de Edzná.

Edzná é um sítio arqueológico maia localizado no norte do estado mexicano de Campeche a 50 km da cidade de Campeche.
O carácter errático das chuvas e as inundações frequentes de partes do vale onde se situa, levaram à construção de um complexo sistema hidráulico constituído por numerosos canais, cisternas e depósitos subterrâneos que permitia conduzir e armazenar a água das chuvas e ao mesmo tempo eliminar a água em excesso.
As construções mais antigas de Edzná foram feitas com grandes blocos toscamente trabalhados e cobertos com uma espessa camada de estuque, pintada de vermelho. A decoração das fachadas era multicolor incluindo máscaras, símbolos e personagens, elementos estes típicos do estilo Petén.

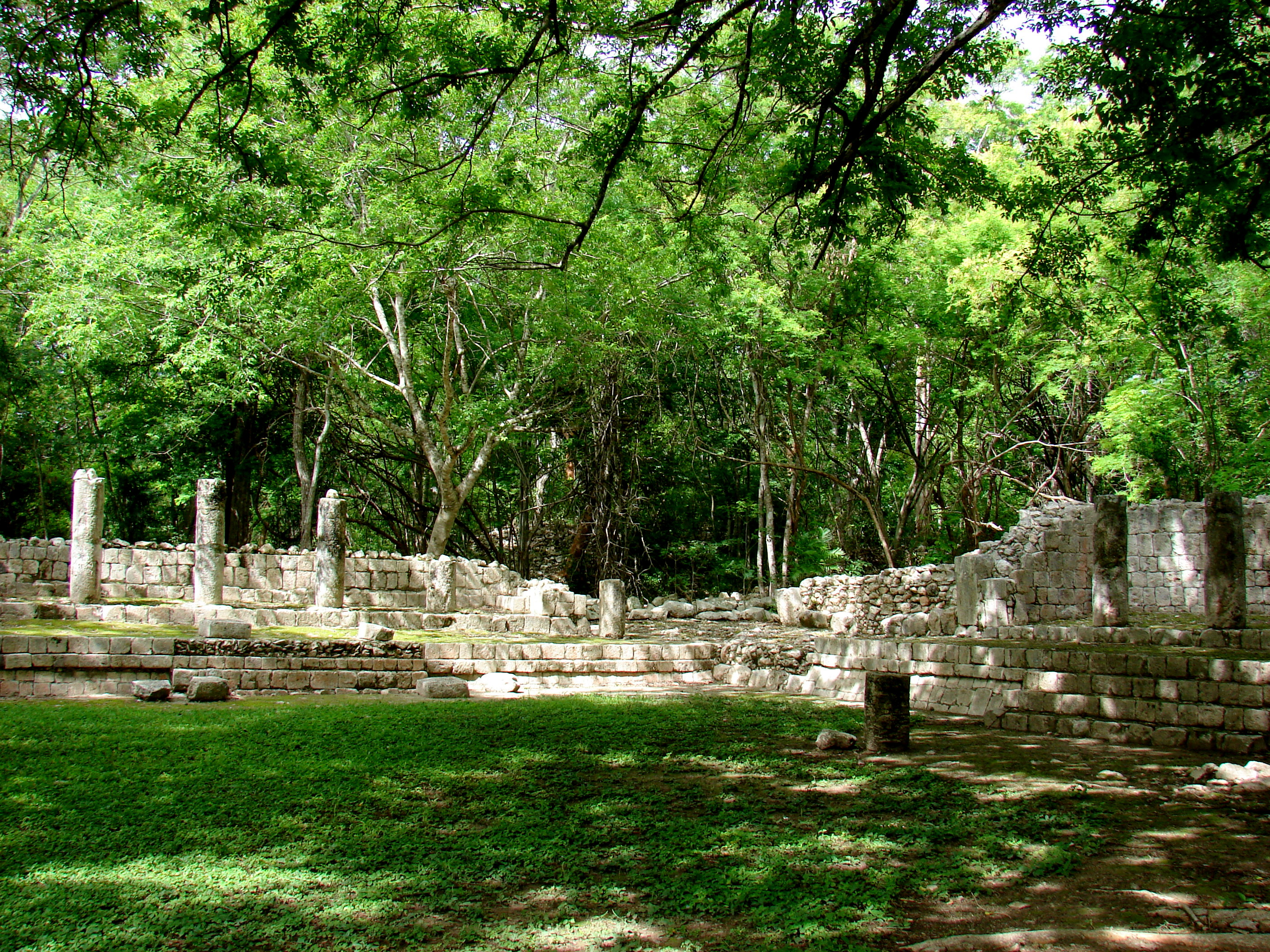
Edzná.

A chegada de maias putun a Edzná trouxe grandes mudanças, mais evidentes no modo de construção, nas formas e espaços arquitectónicos. Algumas das construções anteriores foram parcialmente desmanteladas e as novas foram feitas fazendo um melhor uso da pedra. Surgem colunas monolíticas, decorações nos frisos, relevos. O estilo puuc chegou assim a Edzná.
A construção mais marcante da praça central é o templo principal. Construído numa plataforma elevada 40 metros do nível do solo, fornece uma vista ampla das proximidades. Edzná já era habitada em 400 a.C., e foi abandonada cerca de 1450, após vários séculos durante os quais foi perdendo, de forma aparentemente gradual, a sua importância. No período clássico tardio, encontrava-se sob o controlo político de Calakmul.